# Акапонета
Акапонета (на испански: Río Acaponeta) е река в щат Дуранго, Мексико. Дължината ѝ е 233 км. Влива се в Тихия океан.